# Балакирев, Иван Алексеевич
Ива́н Алексе́евич Бала́кирев (1699—1763; по другим данным — Алекса́ндрович) — дворянин, придворный слуга при Петре I и при Екатерине I, «Царь Касимовский», придворный шут при Анне Иоанновне.

## Биография
Выходец из старинного дворянского рода Балакиревых. Происходил из Костромской ветви рода.
Впервые был представлен Петру I в 1715 году в Санкт-Петербург, после чего был определён в Преображенский полк солдатом. Ему было велено обучаться инженерному искусству. В 1719 году был взят для «домашних послуг» во дворец. Был назначен в ездовые к Екатерине Алексеевне.
В 1722 году, направляясь по Оке в Персидский поход, Пётр Первый во второй раз побывал в Касимове. В свите Петра Первого был и Иван Балакирев. Он узнал, что титул правителя города не занят, и попросил у царя позволения именоваться «ханом касимовским». Царь в шутку дал согласие, так в Касимове снова появился «хан». Первоначально этот титул был формальным.
В 1723 году стал приближённым камергера Виллима Монса; служил рассыльным между ним и Екатериной. 26 апреля 1724 года Балакирев сообщил обойного дела ученику Суворову о том, что он возит письма Екатерины к Монсу. 5 ноября 1724 года на Балакирева поступил анонимный донос императору. Дознание было поручено А. И. Ушакову. Пётр I приказал пытать Балакирева, и тот сообщил о взятках Монса. Монс был казнён, а Балакирев, как сообщник, приговорён к 60 ударам батогами и ссылке в Рогервик на три года.
В 1725 году, после смерти Петра Первого и восшествия на престол Екатерины I, Балакирев был возвращён в Санкт-Петербург. Ему присвоили звание прапорщика Преображенского полка. Балакирева определили ко двору императрицы без определённой должности. В 1726 году по указу Екатерины I Балакирев получил право владения бывшими имениями касимовских царей, чин поручика лейб-гвардии и титул «царя касимовского».
В 1731 году императрица Анна Иоанновна зачислила Балакирева в штат «дураков» — придворных шутов. Он был остроумным, но крайне невоздержанным на язык. За свои крамольные речи привлекался Тайной канцелярией. Из Тайной канцелярии был вызволен лично императрицей с «внушением лишнего не говорить».
Несколько раз награждался Анной Иоанновной и пользовался её покровительством. Когда в 1732 году он женился на дочери посадского Морозова и не получил обещанных ему в качестве приданого 2000 рублей, императрица лично распорядилась взыскать их в его пользу с родственников невесты.
В Санкт-Петербурге владел собственным домом — в приходе Воскресения Христова за Литейным двором.
Весной 1740 года отпросился у Анны Иоанновны в свое имение до осени, но после известия о кончине последней не вернулся ко двору, оставшись в провинции.
Был женат, но детей не имел. Умер в Касимове в 1763 году. Его могила находится за алтарём Георгиевской церкви.

## Шутки Балакирева
- Как-то он спросил Петра I: «Какое сходство между колесом и стряпчим из приказа?». И сам же ответил: «И того и другого надо почаще смазывать. Не подмажешь — не поедешь!»[13].
- Один придворный, желая прилюдно унизить Балакирева, обратился к нему с вопросом: «Точно ли говорят при дворе, что ты дурак?». Балакирев спокойно ответил: «Не верь им, любезный! Они ошибаются, только людей морочат. Да мало ли что они говорят: они и тебя называют умным. Не верь им, пожалуйста, не верь».[источник не указан 1511 дней]

## Образ в искусстве

### В литературе
- Изданное К. А. Полевым «Собрание анекдотов Балакирева» является собранием шуток и анекдотов, принадлежащих разным лицам. Они позаимствованы из сборника шутовских острот разных стран, переведённого с немецкого языка Васильевым ещё в 1780 году. «Собрание анекдотов Балакирева» впервые издано в 1830 году, в XIX веке переиздавалось более 70 раз.
- «Сто скоморошин шута Балакиря» — сборник сатирических стихотворений, написанных Н. И. Полотаем, в которых описывается жизнь шута при дворе Петра I.

### В театре
«Шут Балакирев» — пьеса Анатолия Мариенгофа (1940)
- «Шут Балакирев» — трагикомическая пьеса Григория Горина
- «Шут Балакирев» — спектакль театра «Ленком» по пьесе Г. Горина, поставленный Марком Захаровым

### В кино
- «Баллада о Беринге и его друзьях» (1970) — Георгий Милляр
- «Сказ про то, как царь Пётр арапа женил» (1976) — Михаил Глузский
- «Пётр Первый. Завещание» (2011) — Александр Баширов

### В мультипликации
- «Шут Балакирев» — мультфильм по мотивам анекдотов о Балакиреве.